# Dillenia
Genre
Classification phylogénétique
Dillenia est un genre de plantes dicotylédones de la famille des Dilleniaceae, famille à nouveau acceptée en classification phylogénétique APG IV (2016) ainsi que l'ordre des Dilleniales.

## Liste d'espèces
Selon ITIS :
- Dillenia indica L.
- Dillenia ovata Wallich ex Hook. f. & Thomson
- Dillenia philippinensis Rolfe
- Dillenia suffruticosa (Griffith) Martelli